# Inter Press Service
Pour les articles homonymes, voir IPS.
Inter Press Service ou IPS est une agence de presse internationale qui, selon ses vues, « focalise sa couverture médiatique sur les événements et processus mondiaux touchant le développement économique, social et politique des peuples et des nations ».
Émanation de l'organisation IPS-Inter Press Service International Association, basée à Rome (Italie), IPS dispose de quatre bureaux régionaux et d'un bureau auprès de l'ONU :
- en Afrique du Sud : bureau régional pour l'Afrique ;
- à Montevideo (Uruguay) : bureau régional pour l'Amérique latine ;
- à Berlin (Allemagne) : centre régional de coordination pour l'Europe ;
- à Bangkok (Thaïlande) : bureau régional pour l'Asie et le Pacifique ;
- à New York (États-Unis) : bureau auprès des Nations unies.

IPS diffuse des dépêches ou articles dans treize langues : allemand, anglais, arabe, espagnol, finnois, français, italien, japonais, néerlandais, portugais, suédois, swahili et turc.